# 13123 Tyson
13123 Tyson è un asteroide della fascia principale. Scoperto nel 1994, presenta un'orbita caratterizzata da un semiasse maggiore pari a 2,3594301 UA e da un'eccentricità di 0,2709733, inclinata di 23,31622° rispetto all'eclittica.
L'asteroide è dedicato a Neil deGrasse Tyson, astrofisico e divulgatore scientifico statunitense.